# 혼합 산화물 연료

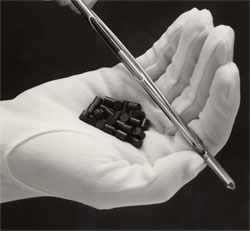

혼합 산화물 연료(영어: MOX fuel, Mixed OXide fuel)는 사용후 핵연료를 재처리한 핵연료의 한 종류로 보통 우라늄 산화물 95%와 플루토늄 산화물 5%로 이루어져 있다. 우라늄·플루토늄 혼합연료, 짧게 목스 연료라고도 한다.

## 만드는 법
만드는 법은 다음과 같다.
1. 우라늄 235가 적은 열화산화 우라늄(UO2) 분말에 산화 플루토늄(PuO2)을 배합해서 혼합 산화물 분말을 만든다.
2. 플루토늄을 균일하게 배합하기 위해 갈아서 연필 지우개 크기 정도의 작은 펠릿으로 만든다.
3. 고압으로 성형하고 높은 온도로 구운 다음 지름 8mm, 길이 1cm 정도로 잘게 빻는다.
4. 검사를 거쳐 연료봉에 채워넣고 봉 끝은 용접한다.
5. 보통 264개의 봉을 모아 한 묶음으로 만들어 핵연료로 쓴다.

## 특징
2020년 이후에는 세계 우라늄 수급이 불확실하다는 전망이 있어서 자국 영토 내 화석연료 자원이 부족한 국가에서는 사용 후 핵연료로부터 우라늄과 플루토늄을 회수하는 것에 매력을 느낀다.

## 역사
혼합 산화물 연료 개발은 1950년대 실험실에서 시작된 후 1960년대 시험공장 규모로 확대되었고, 1970년대부터 1980년대까지에는 상용화를 이루며 생산되면서 1998년까지 전 세계 30개 원자로에서 약 400톤이 사용되었다. 오늘날 새로 공급되는 원전 연료의 2%가 MOX 연료이다.

## 국가별 현황

### 벨기에
BR3(Belgian Reactor 3) 연구용 원자로는 열출력 40 MWt로서, 미국 웨스팅하우스가 1962년에 준공했다. 서유럽 최초의 경수로이다. 1963년 세계 최초로 MOX 연료봉 14개를 장전했다. 1973년 상업용 공장 데셀 플랜트를 가동하였다. 프랑스, 영국, 독일 등과 합작 회사를 세워 경수로용 혼합 산화물 연료를 만들고 있다.

### 프랑스
1962년 고속증식로용 가공시설을 세웠고, 이후 경제성 문제로 경수로용 공장을 세워 가공하고 있다.

### 독일
세계 최초의 MOX 사용은 1963년 벨기에 BR3 연구용 원자로(열출력 40 MWt)이지만, 상업용 원자로에 세계 최초로 MOX 사용은 1972년 독일 오브리그하임 원자로(전기출력 357 MWt)였다. 오브리그하임 원자로는 독일에서 가장 오래된 원자로, 독일 최초의 경수로이며, 가장 작은 전기출력의 상업용 원자로이다. 이후 1984년 스위스, 1987년 프랑스, 1995년 벨기에에서 상업용 원자로에 MOX 연료를 사용하기 시작했다. 독일에는 플루토늄 재처리 공장이 있었으며, 여기서 MOX 연료를 생산했으나, 1990년대 이후 가동을 중단했다.

### 영국
1970년부터 고속로용 혼합 산화물 연료를 제조하여 LWR, PFR 등에 사용했다.

### 일본
1972년 플루토늄 재처리 공장을 만들어, 거기서 생산된 MOX 연료를 고속증식로, 신형전환로 등에 쓰고 있으며, 열중성자로, PWR 등으로 확대하고 있다. 2009년 후쿠시마 원전 3호기에 일본 상업용 원자로 최초로 MOX 연료를 장전했다. 2011년 후쿠시마 대지진으로 원전 3호기가 폭발했다. 3호기 MOX 연료의 플루토늄 때문에, 후쿠시마 원전 사고의 방사능 오염이 2배가 되었으며, 체르노빌의 방사능 오염을 능가하게 되었다는 원자력 전문가의 분석이 보도되었다. 플루토늄은 매우 치명적인 독성을 갖고 있기 때문에 그러하다고 한다.

### 미국
1961년~1968년까지 조사시험을 하고 여러종류의 MOX 연료를 시험하였으나 상용화하지는 않았다가, 2005년 미국 에너지부는 민간 회사 듀크 에너지사가 운영하는 카토바 원전 1호기에 MOX 연료를 장전하는 것을 허가했으며, 프랑스 아레바가 생산한 MOX 연료를 수입해 장전하였다. 듀크 에너지는 카토바 원자력 발전소와 맥과이어 원자력 발전소의 4개 원자로에 MOX 연료를 사용할 계획이다. 이 사업은 미국 클린턴 대통령과 러시아 옐친 대통령이 핵무기 감축을 논의하는 과정에서 추진된 정책으로, 핵무기의 플루토늄을 상업용 원자로에서 발전용 연료로 연소해, 영구적으로 플루토늄을 제거하는 것이다.

### 대한민국
한국은 MOX 연료를 기존의 경수로에 장전할 것을 추진중이다. 이를 위해 파이로프로세싱 기술을 사용하는 플루토늄 재처리 공장도 실험실 규모, 엔지니어링 규모까지 준공하였다. 엔지니어링 규모의 플루토늄 재처리 공장을 프라이드 핵재처리장이라고 부른다. 미국은 준공된 재처리 공장의 가동을 반대하고 있으며, 상업용 규모의 건설도 반대하고 있어서, 한국 정부는 한미 원자력 협정 개정을 통해 미국의 동의를 받으려고 노력중이다. MOX 연료를 프랑스 등에서 수입하여 기존의 경수로에 시험적으로 장전해 볼 수도 있으나, 아직 한번도 시험된 적은 없다.

## 같이 보기
- 파이로프로세싱
- 원자력
- 핵연료 재처리
- 핵연료 주기